# Itero del Castillo
Itero del Castillo est un municipio (municipalité ou canton) situé dans le Nord de l’Espagne, dans la comarca (comté ou pays ou arrondissement) d'Odra-Pisuerga dans la Communauté autonome de Castille-et-León, Burgos. C'est aussi le nom du chef-lieu du municipio
La population du municipio était de 99 habitants en 2010.
Itero del Castillo est une halte sur le Camino francés du Pèlerinage de Saint-Jacques-de-Compostelle, à un kilomètre environ hors du chemin principal qui va directement à Itero de la Vega.

## Démographie
| 1991 |  | 1996 |  | 2001 |  | 2004 |  | 2008 |  | 2010 |
| ---- |  | ---- |  | ---- |  | ---- |  | ---- |  | ---- |
| 142  |  | 127  |  | 121  |  | 110  |  | 104  |  | 99   |

## Culture locale et patrimoine

### Le Pèlerinage de Compostelle
Par le Camino francés du Pèlerinage de Saint-Jacques-de-Compostelle, le chemin vient de Castrojeriz dans le municipio du même nom.
La prochaine halte est Itero de la Vega, dans le municipio du même nom.

### Patrimoine religieux
- Ermitage San Nicolás de Puente Fitero (it)

### Patrimoine civil

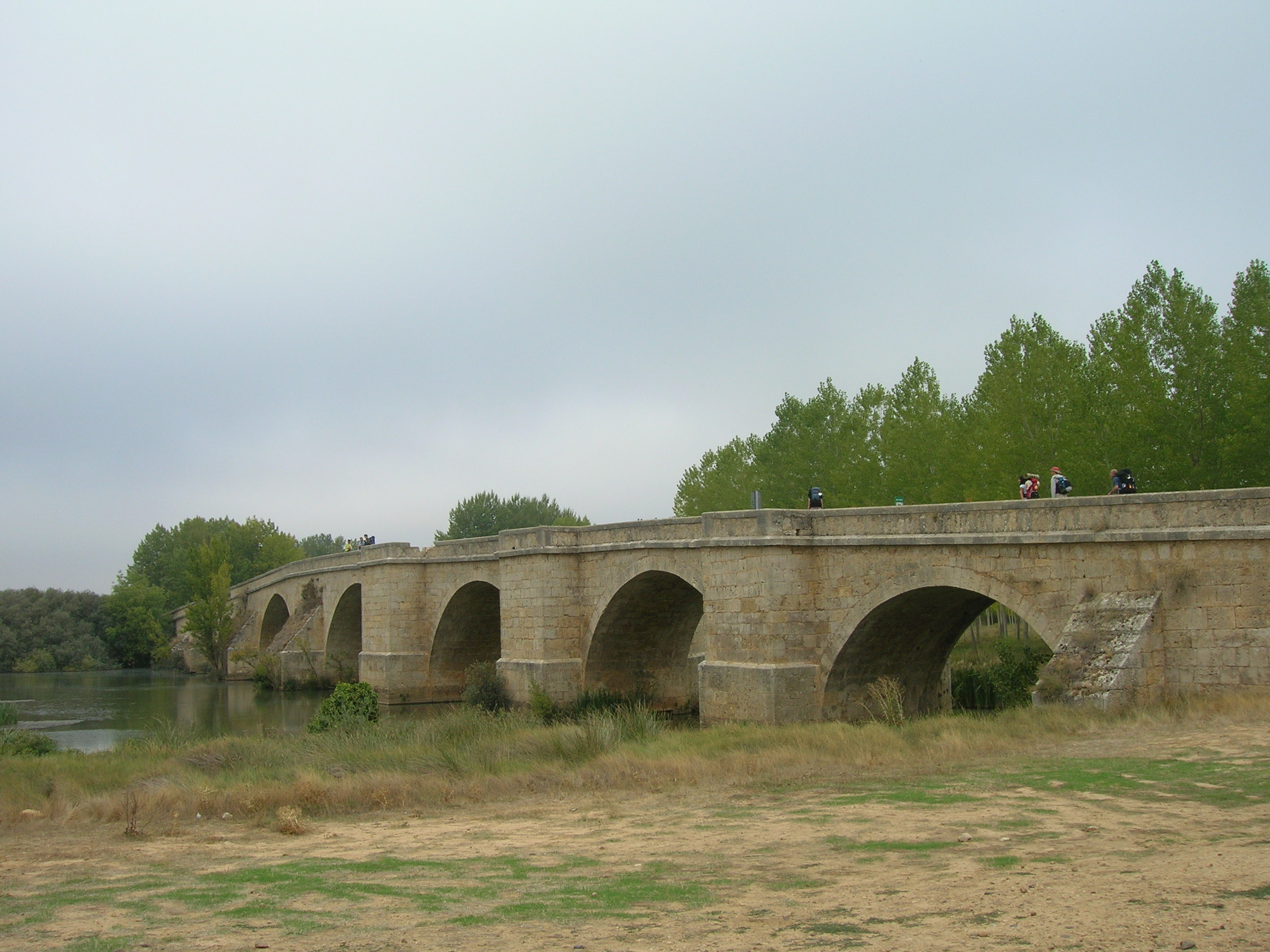
Le pont d'Itero (puente de Itero) sur le rio Pisuerga près dItero del Castillo.

- Le Pont d'Itero (es)

## Sources et références
- (es) Cet article est partiellement ou en totalité issu de l’article de Wikipédia en espagnol intitulé « Itero del Castillo » (voir la liste des auteurs).
- Grégoire, J.-Y. & Laborde-Balen, L. , « Le Chemin de Saint-Jacques en Espagne - De Saint-Jean-Pied-de-Port à Compostelle - Guide pratique du pèlerin », Rando Éditions, mars 2006,  (ISBN 2-84182-224-9)
- « Camino de Santiago St-Jean-Pied-de-Port - Santiago de Compostela », Michelin et Cie, Manufacture Française des Pneumatiques Michelin, Paris, 2009,  (ISBN 978-2-06-714805-5)
- « Le Chemin de Saint-Jacques Carte Routière », Junta de Castilla y León, Editorial Everest